# Néo-historicisme

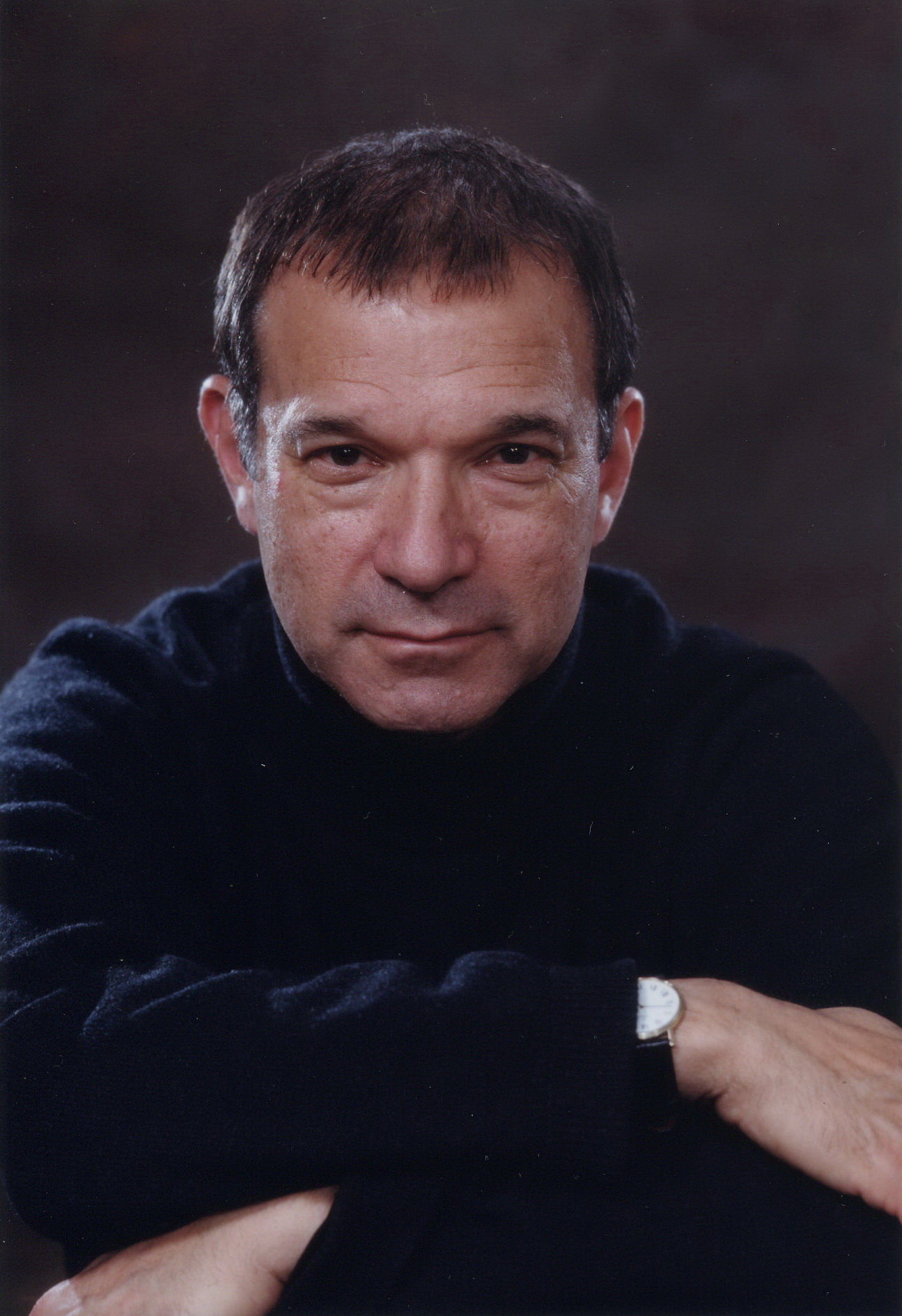
Stephen Greenblatt

Le néo-historicisme (New Historicism en anglais) est un courant historiographique fondé sur l’idée qu'un travail littéraire devrait être analysé au regard de sa production dans le temps, du lieu et des circonstances de sa composition.
Par un travail sur l’historicité des textes et une textualisation de l’histoire, le New Historicism fait attention à l’extrême altérité et l’étrangeté du passé. Il rejette l’idée d’un contexte qui prédéfinirait les œuvres littéraires.
Le New Historicism s'est développé dans les années 1980, principalement par le travail de Stephen Greenblatt et de la Nouvelle école de critique littéraire américaine.